# 1 Coríntios 10
1 Coríntios 10 é o décimo capítulo da Primeira Epístola aos Coríntios, de autoria do Apóstolo Paulo, no Novo Testamento da Bíblia.

## Estrutura
A Tradução Brasileira da Bíblia organiza este capítulo da seguinte maneira:
- 1 Coríntios 10:1-13 - Não devemos seguir o exemplo dos israelitas
- 1 Coríntios 10:14-22 - O cristão deve fugir da idolatria
- 1 Coríntios 10:23-33 - Os limites da liberdade cristã. A religião deve inspirar todos os atos da vida